# Ácido glutárico
Ácido glutárico, também citado como ácido propano-1,3-dicarboxílico, ácido 1,3-propanodicarboxílico, ácido pentanodióico ou ácido n-pirotartárico, é um composto orgânico, ácido dicarboxílico, saturado, de cadeia normal, que apresenta fórmula C3H6(COOH)2 e fórmula estrutural:
HOOC - CH2 - CH2 - CH2 - COOH  ⇒
* Formula molecular: C5H8O4
* Massa molecular: 132 u
Embora os ácidos carboxílicos lineares ácido adípico e ácido succínico sejam “solúveis em água" apenas a algumas percentagens à temperatura ambiente, a solubilidade em água do ácido glutárico é mais de 50% (p/p).

## Bioquímica
Ácido glutárico é naturalmente produzido no corpo durante o metabolismo de alguns ]]aminoácido]]s incluindo lisina e triptofano. Defeitos nesta rota metabólica podem levar a uma desordem chamada aciduria glutárica, onde subprodutos tóxicos se acumulam e podem causar encefalopatia.

## Produção
Ácido glutárico pode ser preparado pela abertura do anel de butirolactona com cianeto de potássio resultando ao sal misto carboxilato-nitrila de potássio que é hidrolizado ao diácido. Alternativamente, hidrólise, seguida por oxidação de di-hidropirano resulta ácido glutárico. Pode também ser preparado por reagir-se 1,3-dibromopropano com cianeto de sódio ou potássio para obter-se a dinitrila, seguido por hidrólise.

## Aplicações e usos
- É utilizado como desencalante (solubilizador de cálcio) no processamento de couros, frequentemente em conjunto com o ácido adípico e ácido succínico.
- 1,5-Pentanodiol, um plastificante comum e precursor de poliésteres é produzido pela hidrogenação de ácido glutárico e seus derivados.[2]
- Ácido glutárico tem sido utilizada na produção de polímeros, tais como poliéster de polióis, poliamidas. O número ímpar de átomos de carbono (i.e. 5) é útil na diminuição da elasticidade do polímero..[3]
- Ácido uvitônico é obtido pela ação de amônia sobre ácido pirotartárico.

## Segurança
Ácido glutárico pode causar irritação na pele e olhos. Os perigos agudos incluem o fato de que este composto pode ser nocivo por ingestão, inalação ou absorção da pele.